# Tomás Araújo
Tomás Lemos Araújo (* 16. Mai 2002 in Vila Nova de Famalicão) ist ein portugiesischer Fußballspieler, der als Innenverteidiger für den Primeira-Liga-Klub Benfica Lissabon und die portugiesische Nationalmannschaft spielt.

## Karriere

### Verein
Araújo kam 2016 im Alter von 14 Jahren in die Benfica-Akademie, nachdem er zuvor in der Jugend für Operário Famalicão, Palmeiras FC und die Evolution Soccer Academy gespielt hatte. Am 22. Mai 2018 unterzeichnete er seinen ersten Profivertrag bei Benfica, der bis 2021 lief. Nachdem er die Jugend des Vereins durchlaufen hatte, gab Araújo am 19. September 2020 sein Profidebüt für die B-Mannschaft von Benfica, als er in der 71. Minute beim 6:0-Auswärtssieg bei Casa Pia AC in der Liga Portugal 2 eingewechselt wurde. Er erzielte am 16. Januar 2021 beim 2:2-Unentschieden im Heimspiel gegen Académica de Coimbra sein erstes Profitor. Am 15. Dezember 2021 gab Araújo im Alter von 19 Jahren sein Debüt für die erste Mannschaft von Benfica, als er beim 3:0-Heimsieg gegen Sporting da Covilhã in der Taça da Liga in der Startelf stand. Am 27. Februar 2022 gab er auch sein Debüt in der Primeira Liga, als er beim 3:0-Heimsieg gegen Vitória de Guimarães in der Nachspielzeit für Jan Vertonghen eingewechselt wurde. Er gewann mit Benficas Jugend die UEFA Youth League 2021/22, wobei er beim 6:0-Finalsieg gegen Red Bull Salzburg über die volle Spielzeit auf dem Platz stand.
Am 27. Juli 2022 lieh Benfica Araújo für eine Saison an den Primeira Liga-Klub Gil Vicente FC aus. Sein Debüt für Barcelos gab er am 18. August bei der 0:4-Niederlage gegen AZ Alkmaar in der Playoff-Runde der UEFA Europa Conference League. Am Ende der Saison 2022/23 kehrte Araújo zu Benfica zurück, wo er am 24. Juli 2023 einen neuen Vertrag bis 2028 unterzeichnete, nachdem er bei seiner Leihstation bei Gil Vicente überzeugt hatte. Im Oktober 2024, nach der Ankunft des neuen Trainers Bruno Lage, erhielt Araújo einen Platz in der Startelf anstelle von António Silva. Er wurde zum Verteidiger des Monats November in der Primera Liga gewählt, nachdem er Benfica zu einer vier Spiele andauernden Siegesserie verholfen hatte.

### Nationalmannschaft
Tomás Araújo war langjähriger Jugendnationalspieler Portugals und durchlief alle Altersstufen von der U15 bis zur U21-Nationalmannschaft. Mit der portugiesischen U-17-Auswahl nahm Araújo an der UEFA-U-17-Europameisterschaft 2019 in Irland teil und bestritt vier Spiele, wobei er im Viertelfinale gegen Italien ausschied. Bei der U-21-Fußball-Europameisterschaft 2023 erreichte er ebenfalls das Viertelfinale, wobei Portugal diesmal an England scheiterte.
Am 8. Oktober 2024 wurde Araújo als Ersatz für den verletzten Gonçalo Inácio erstmals in die A-Nationalmannschaft für die Spiele der UEFA Nations League gegen Polen und Kroatien berufen. Sein Debüt gab er am 18. November, als er beim 1:1-Unentschieden gegen Kroatien in der Startelf stand.

## Erfolge
Benfica Lissabon
- UEFA Youth League: 2021/22
- Portugiesischer Supercupsieger: 2023
- Portugiesischer Ligapokalsieger: 2024/25

Nationalmannschaft
- UEFA-Nations-League-Sieger: 2025